# Kin-ball en Belgique
Le kin-ball est géré en Belgique par la Fédération francophone belge de kin-ball, fondée en septembre 2002. Aile francophone de la Fédération Belge de Kin-ball., c'est une association sportive officiellement reconnue par la FIKB 1 dont le but est de développer et promouvoir le kin-ball dans la Fédération Wallonie-Bruxelles. Elle regroupe la majorité des clubs, entraineurs, arbitres, joueurs Belges. C'est elle qui envoie les joueurs sélectionnés pour représenter la Belgique lors des évènements internationaux qui ont lieu tous les 2 ans. 
2008 : Mise en place d'une commission sportive : Damien Vandeberg, Thierry Marquette, Pierre Renard et Éric Tirlo.

## Les règles du kin-ball
Une partie de kin-ball se déroule sur un terrain où prennent place 3 équipes (bleu, gris, noir) de 4 joueurs.
L’objectif de ce sport est de servir un ballon gigantesque, de 1,22 mètre de diamètre et pesant à peine un kilo, en nommant l’équipe ayant le plus de points au marquoir, de façon que celle-ci ne puisse le réceptionner avant qu’il ne touche le sol. La vitesse de réaction, la précision ainsi que la puissance de frappe et j'en passent... seront donc des atouts essentiels pour arriver à bout de l'adversaire.
Lorsqu'une faute est commise par une des 3 équipes, les deux autres équipes gagnent chacune un point. Dans le cas contraire, la dynamique du jeu se poursuit et l’équipe ayant réceptionné le ballon le ressert en veillant à appeler une des deux autres équipes.
La durée d’une partie varie selon les catégories. Cela va de 3 périodes de 10 points pour les plus jeunes joueurs à 3 périodes de 15 minutes pour la catégorie Mixte.
En ce qui concerne les catégories Élites (Cadet, Scolaire, Dame et Homme), les rencontres se déroulent en trois périodes gagnantes de 11 points chacune. Au cours de la période, lorsqu'une équipe arrive à 9 points, l'équipe qui a le moins de points doit sortir du terrain et laisser les 2 autres s'affronter en face à face jusqu'à ce qu'une des 2 équipes atteigne 11 points.  
Au début, ce sport est très facile à appréhender grâce aux règles de jeu simplifiées. 
Cependant, comme pour tout autre sport, l’évolution du joueur dépendra de ses qualités physiques, techniques et tactiques ainsi que de son implication durant les entraînements et les rencontres de championnat.

## Clubs de la fédération francophone belge de kin-ball
- HOUSSE
- BRUSSELS TEAM ( KBBTEAM)
- K-RIBOU ( A BRUXELLES)
- HERVE
- AUBEL
- WALLABY'THIM (THIMISTER)
- FLERON
- HANNUT
- JODOIGNE
- NIVELLES
- OREYE
- VERVIERS

## Championnat élite masculine
Le championnat Belge de kin-ball compte actuellement 4 divisions dans la catégorie "homme". La première et deuxième division comportent chacune 7 équipes, la troisième et la quatrième en compte 6.

## Championnat élite féminine
Le championnat féminin compte 3 divisions. Il y a 7 équipes en première et deuxième divisions et 6 en troisième.

## Sur la scène mondial
"La première compétition internationale s’est déroulée au Québec en 2001 entre trois pays seulement : le Canada, le Japon et la Belgique. La Coupe du Monde a connu une réelle évolution puisqu’elle a accueilli 11 nations en 2015 en Espagne, à Madrid : Canada, Japon, Belgique, France, Espagne, Danemark, Chine, Corée du Sud, République Tchèque, Suisse, Autriche. 
Depuis la création de la Coupe du Monde, les tenants du titre étaient incontestablement les Canadiens aussi bien les femmes que les hommes, suivis des Japonais. La France et la Belgique se disputaient habituellement la troisième place, sauf en 2009 où les françaises remportaient la 2ème place. Cette Coupe du Monde 2015 marquera un tournant dans l’histoire des compétitions internationales, l’équipe canadienne masculine, écartée par l’équipe nationale de la République Tchèque en demi-finale, laissera la première marche du podium au Japon, suivi par la France et la République Tchèque. Côté femmes, les Canadiennes restent encore indétrônables, suivies des Japonaises et des Françaises (3ème place). 
La prochaine Coupe du Monde en novembre 2017 au Japon est donc très attendue : entre une équipe canadienne qui veut récupérer son titre, les Japonais qui voudront garder leur place et les Français qui ont prouvé qu’ils étaient devenus de sérieux adversaires : un challenge de taille se prépare."
Classement Sénior Féminin :
|              | 1ère Québec Canada - Juin 2001 | 2ème Québec Canada – Novembre 2002 | 3ème Ans Belgique – Novembre 2005 | 4ème Bilbao Espagne – Novembre 2007 | 5ème Trois Rivières Canada – Novembre 2009 | 6ème Nantes France – Novembre 2011 | 7ème Pepinster Belgique – Novembre 2013 | 8ème Madrid Espagne – Août 2015 |
| Canada       | Or                             | Or                                 | Or                                | Or                                  | Or                                         | Or                                 | Or                                      | Or                              |
| Japon        | Argent                         | Argent                             | Argent                            | Argent                              | Bronze                                     | Argent                             | Argent                                  | Argent                          |
| France       |                                | Bronze                             | Bronze                            | Bronze                              | Argent                                     | Bronze                             | 4ème                                    | Bronze                          |
| Belgique     | Bronze                         | X                                  | X                                 | X                                   | X                                          | X                                  | Bronze                                  | 4ème                            |
| Espagne      |                                |                                    | X                                 | X                                   | X                                          | X                                  | 6ème                                    | 6ème                            |
| Allemagne    |                                |                                    | X                                 | X                                   | X                                          | X                                  |                                         |                                 |
| Danemark     |                                |                                    |                                   | X                                   | X                                          | X                                  | 8ème                                    |                                 |
| Suisse       |                                |                                    |                                   | X                                   | X                                          | X                                  | 5ème                                    | 7ème                            |
| Chine        |                                |                                    |                                   |                                     |                                            |                                    | 7ème                                    | 8ème                            |
| Corée du Sud |                                |                                    |                                   |                                     |                                            |                                    |                                         | 5ème                            |

http://www.kin-ball.fr/championnat-du-monde
Classement Sénior Masculin :
|                    | 1ère Québec Canada - Juin 2001 | 2ème Québec Canada – Novembre 2002 | 3ème Ans Belgique – Novembre 2005 | 4ème Bilbao Espagne – Novembre 2007 | 5ème Trois Rivières Canada – Novembre 2009 | 6ème Nantes France Novembre - 2011 | 7ème Pepinster Belgique – Novembre 2013 | 8ème Madrid Espagne – Août 2015 |
| Canada             | Or                             | Or                                 | Or                                | Or                                  | Or                                         | Or                                 | Or                                      | 4ème                            |
| Japon              | Argent                         | Argent                             | Argent                            | Argent                              | Bronze                                     | Argent                             | Argent                                  | Or                              |
| France             |                                | Bronze                             | Bronze                            | Bronze                              | X                                          | Bronze                             | 4ème                                    | Argent                          |
| Belgique           | Bronze                         | X                                  | X                                 | X                                   | Argent                                     | X                                  | Bronze                                  | 5ème                            |
| Espagne            |                                |                                    | X                                 | X                                   | X                                          | X                                  | 6ème                                    | 9ème                            |
| Allemagne          |                                |                                    | X                                 | X                                   | X                                          | X                                  | 9ème                                    |                                 |
| Danemark           |                                |                                    |                                   | X                                   | X                                          | X                                  | 11ème                                   | 10ème                           |
| Suisse             |                                |                                    |                                   | X                                   | X                                          | X                                  | 5ème                                    | 6ème                            |
| Corée du Sud       |                                |                                    |                                   |                                     |                                            |                                    | 7ème                                    | 11ème                           |
| République Tchèque |                                |                                    |                                   |                                     |                                            |                                    | 8ème                                    | Bronze                          |
| Chine              |                                |                                    |                                   |                                     |                                            |                                    | 10ème                                   | 7ème                            |
| Autriche           |                                |                                    |                                   |                                     |                                            |                                    |                                         | 12ème                           |
| Slovaquie          |                                |                                    |                                   |                                     |                                            |                                    |                                         | 8ème                            |

trouver sur :http://www.kin-ball.fr/championnat-du-monde

## Équipe belge
Les équipes masculine et féminine ont remporté lors de la première Coupe du monde de kin-ball en 2001, la médaille de bronze. 

## Coupe du monde 2007 - Espagne - Bilbao
Entraîneurs pour les équipes nationales :
- Chez les hommes : Olivier Laurent et Thierry Marquette
- Chez les dames : Éric Tirlo et Heidi Devolder

## État de l'arbitrage en Belgique 2008
- Arbitres niveau 3 : Damien Vandeberg, Benoit Thill, Éric Tirlo et Olivier Laurent, Xavier Corman, William Geron

- Arbitres niveau 2 :

## Coupe d'Europe 2008
- L'équipe masculine est championne d'Europe 2008
- L'équipe féminine est 3e

## Coupe du monde 2009 - Trois Rivières - Canada
- Les hommes se classent deuxième avec une médaille d'argent (entraîneur : Thierry Marquette)
- L'équipe féminine est 5e (entraîneur : Heidi Devolder)

- Chez les juniors :

- L'or pour le club d'Aubel catégorie féminine (entraîneur : Benoit Piron)
- L'or pour le Kbbteam catégorie masculine (entraîneurs : Olivier Laurent - Eric Tirlo)
- L'argent pour le kbbteam catégorie féminine (entraîneurs : Olivier Laurent - Eric Tirlo)

- Prix de la meilleure joueuse : Charlotte Hogge
- Prix du joueur le plus utile : Martin Bonte

## Modifications au sein de la Fédération 2010
Alain Baguette, président, cède le poste à Damien Vandebergh
Damien Vandebergh, directeur technique cède quant à lui le poste à Eric Tirlo
La Commission sportive voit le départ de Xavier Corman et l'arrivée de Marie-Lorraine Boddin et Olivier Laurent fin 2010 début 2011.

## Coupe du monde 2017
La prochaine coupe du monde se déroulera au Japon en novembre 2017.